# Beaufou

Beaufou este o comună în departamentul Vendée, Franța. În 2009 avea o populație de 1,154 de locuitori.